# Heidi Reichinnek
Heidi Reichinnek (19 april 1988) is een Duits politica en lid van de Bondsdag voor de socialistische partij Die Linke. Sinds 2024 deelt ze het fractievoorzitterschap van Die Linke in de Bondsdag met Sören Pellmann.

## Biografie
Als tiener raakte ze geïnteresseerd in politiek. Ze verzette zich tegen de Hartz IV-hervormingen en steunde de gelijkheid van vrouwen en sociale voorzieningen. Tijdens haar studie verbleef ze een semester in het buitenland in Caïro, midden in de Arabische Lente, waar ze getuige was van de Egyptische revolutie. Reichinnek sloot zich in 2015 aan bij De Linke en werd het jaar daarop verkozen in de gemeenteraad van Osnabrück. Ze deed mee aan de deelstaatverkiezingen van 2017 in Nedersaksen en werd zevende op de partijlijst, maar werd niet verkozen. In 2019 werd ze voorzitter van de linkse afdeling van Nedersaksen.
Bij de landelijke verkiezingen van 2021 nam ze deel aan de verkiezingen voor het kiesdistrict Osnabrück-stad. Ze werd vijfde, maar werd op de deelstaatlijst in de Bondsdag gekozen. Binnen de partij werd ze beschouwd als een aanhanger van Sahra Wagenknecht, en in 2019 ondertekende ze een open brief waarin ze Wagenknecht bedankte voor haar politieke werk. Op het congres van federaal links in juni 2022 stelde Reichinnek zich zonder succes kandidaat voor het partijcoleiderschap, met 199 stemmen (35,8%) tegen 319 stemmen (57,5%) van Janine Wissler.
In februari 2024 werd Reichinnek samen met Sören Pellmann verkozen tot covoorzitter van de gereorganiseerde Bondsdagfractie van die Linke, waarmee ze Clara Bünger versloeg.
Ze werd samen met Jan van Aken genomineerd als een van de twee belangrijkste kandidaten voor De Linkse Partij in de Duitse Bondsdagverkiezingen van 2025.
In januari ging Reichinnek viral door haar toespraak in de Bondsdag, toen ze de Christen-Democratische Unie (CDU) bekritiseerde voor samenwerking met de extreem-rechtse Alternative für Deutschland (AFD) toen ze beiden een wetsvoorstel aannamen dat strengere beperkingen oplegt aan illegale immigranten. Ze beschuldigde het CDU van wat ze noemde “de weg vrijmaken voor de heropleving van het fascisme”. De video kreeg meer dan dertig miljoen views op TikTok en zou hebben gezorgd voor een boost van de steun van links en in stijging in de  peilingen en onder de linkse jeugd vlak voor de verkiezingen in februari 2025. Reichinneks campagneoptredens en toespraken werden steeds drukker bezocht en Die Tageszeitung noemde haar de “social media ster” van de partij.
Als leider geeft Reichinnek prioriteit aan het aanpakken van de economische ongelijkheid in Duitsland, waaronder het nationaliseren van woningen zonder compensatie, het legaliseren van harddrugs, het verdubbelen van de werkloosheidsuitkeringen en het opleggen van strengere huurgrenzen. Reichinnek steunt progressief sociaal beleid, zoals het steunen van kunstmatige inseminatie, de erkenning van alle geslachten en haar steun voor “queer vakbonden”. Reichinnek heeft haar partij ook verder naar links opgeschoven wat betreft sociale kwesties, omdat ze voorstander is van genderintegratie en gemakkelijkere toegang tot genderspecifieke zorg; ze heeft ook kritiek geuit op de linkse collega Sahra Wagenknecht nadat Wagenknecht tegen wetgeving was om transrechten te ondersteunen. Reichinnek is ook voorstander van meer economische herverdeling, het toelaten van vluchtelingen die asiel zoeken in Duitsland en het uit het strafrecht halen van abortus.

## Persoonlijk leven
Reichinnek heeft meer dan 1 miljoen volgers op sociale media. Ze heeft ook een tatoeage van marxistisch historisch icoon Rosa Luxemburg op haar arm. Heidi Reichinnek is steeds actiever in de sociale media. Met haar politieke, soms provocerende, korte video's behaalt Reichinnek een van de hoogste bereikcijfers van alle politici op het videoportaal TikTok. Door een toespraak die Reichinnek hield naar aanleiding van het debat over de Wet Beperking Instroom - vaak omschreven als een "brandmuur toespraak" - kreeg ze miljoenen views op sociale media en steeg haar volgersaantal op Instagram van 130.000 naar 288.000 en op TikTok van 348.000 naar 460.000. The Stern meldde dat haar sociale media posts de partij een “noodzakelijke boost” zouden geven voor de landelijke verkiezingen van 2025.

## In populaire cultuur
De rappers MC Smook en Fruity Luke brachten in januari 2025 het nummer "Heidi Reichinnek (Freestyle)" uit. In de songtekst wordt Reichinnek met naam en toenaam genoemd: "Geef het aan de armen, geef het aan het midden, neem het weg van de rijken - als ik denk, wil ik denken als Heidi Reichinnek - ja, ik verwerp alle rechtse onzin." Reichinnek en de twee rappers verschenen ook in een gezamenlijke TikTok-video.